# Kareem Jackson
Kareem Jackson (Macon, 10 aprile 1988) è un giocatore di football americano statunitense che milita nel ruolo di defensive back per i Buffalo Bills della National Football League (NFL).

## Carriera universitaria
Jackson al college giocò a football con gli Alabama Crimson Tide, squadra rappresentativa dell'università dell'Alabama, con cui vinse il titolo nazionale nel 2009.

## Carriera professionistica

### Houston Texans
Al draft NFL 2010, Jackson fu selezionato come 20ª scelta assoluta dagli Houston Texans. Il 30 luglio 2010 firmò un contratto di 5 anni per un totale di 13,1 milioni di dollari. Debuttò come professionista il 12 settembre 2010 contro gli Indianapolis Colts. Nella sua stagione da rookie disputò tutte le 16 gare come titolare, mettendo a segno 71 tackle e 2 intercetti. Nel 2012 stabilì un nuovo primato personale con 4 intercetti.

### Denver Broncos
Nel 2019 Jackson firmò con i Denver Broncos un contratto di 3 anni dal valore di 33 milioni di dollari, di cui 23 milioni garantiti. Nel 14º turno fu premiato come difensore della AFC della settimana dopo avere fatto registrare 11 tackle, 3 passaggi deviati, un intercetto  e ritornato un fumble per 70 yard in touchdown nella vittoria a sorpresa sui suoi ex Texans. Il 18 dicembre fu sospeso per le ultime due partite della stagione dalla lega per un incidente avvenuto il 19 settembre in cui fu arrestato per essere stato trovato ubriaco al volante.

## Palmarès
- Difensore della AFC della settimana: 1

14ª del 2019